# Station Den Haag Staatsspoor

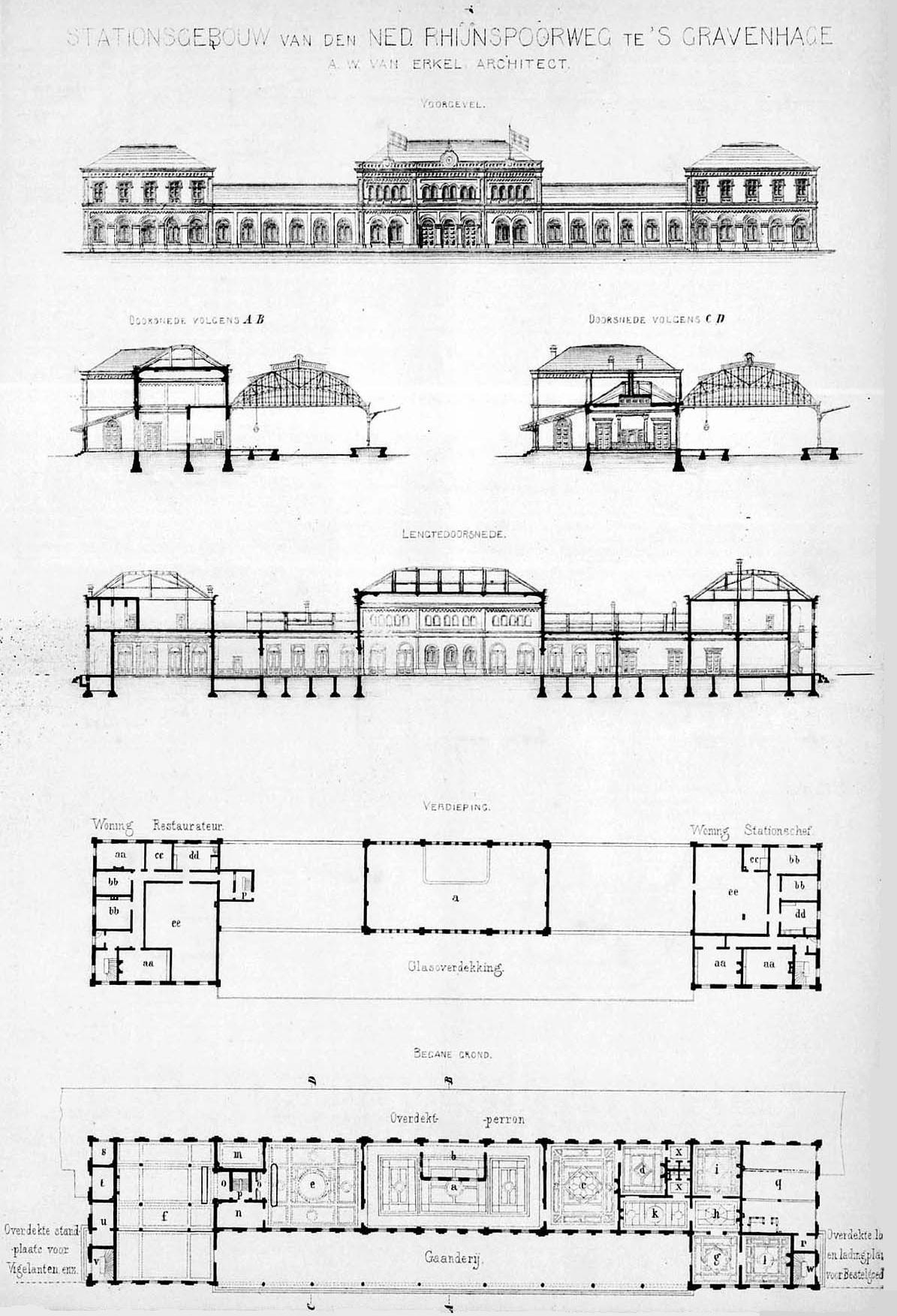
A.W. van Erkel. Station Den Haag Staatsspoor, gevel, doorsneden, plattegronden. Afkomstig uit De Opmerker, 5e jaargang, nummer 45 (5 november 1870).

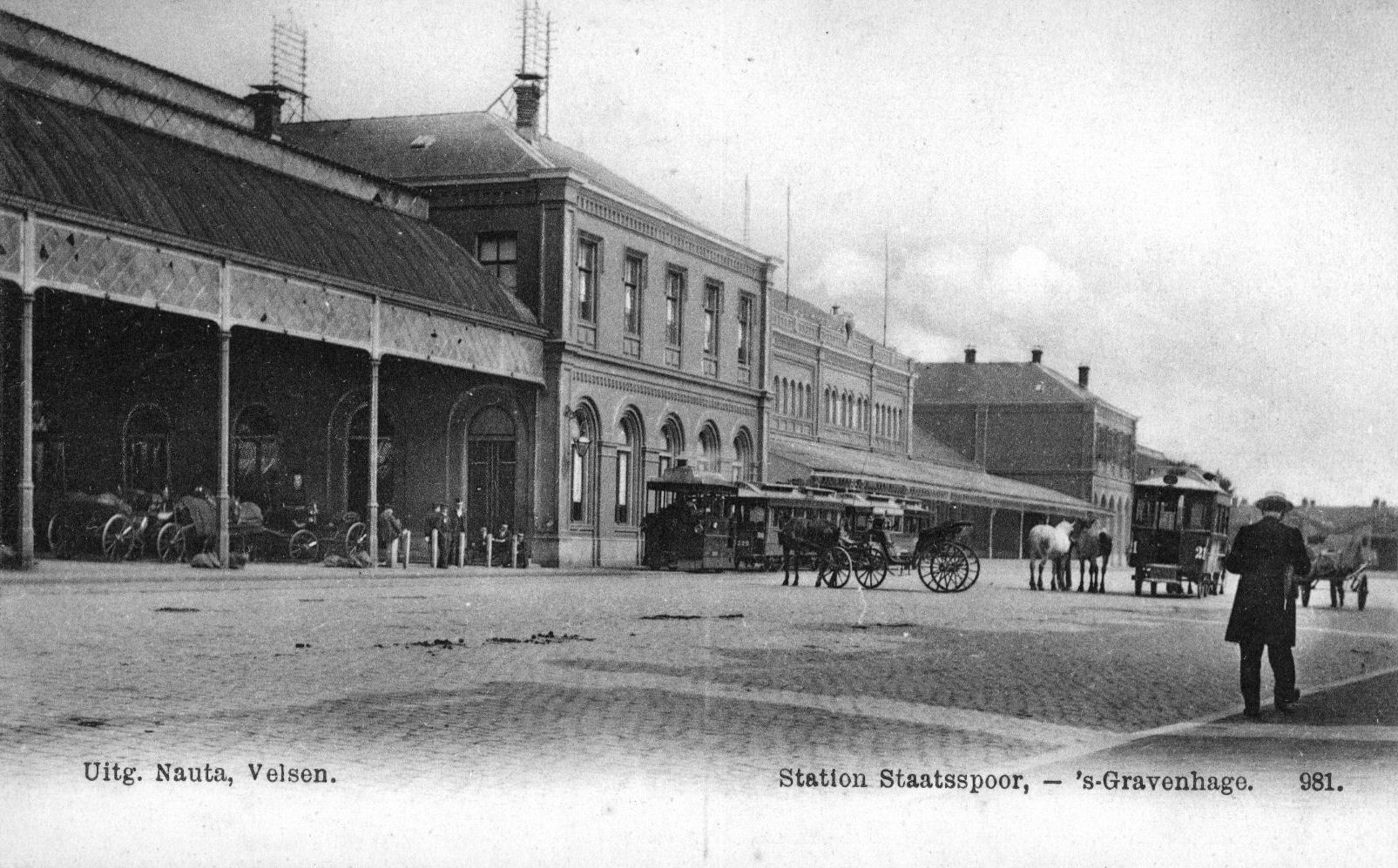
Gezicht op het station Den Haag Staatsspoor (Den Haag S.S.) met de stoomtram naar Scheveningen; circa 1900-1910.

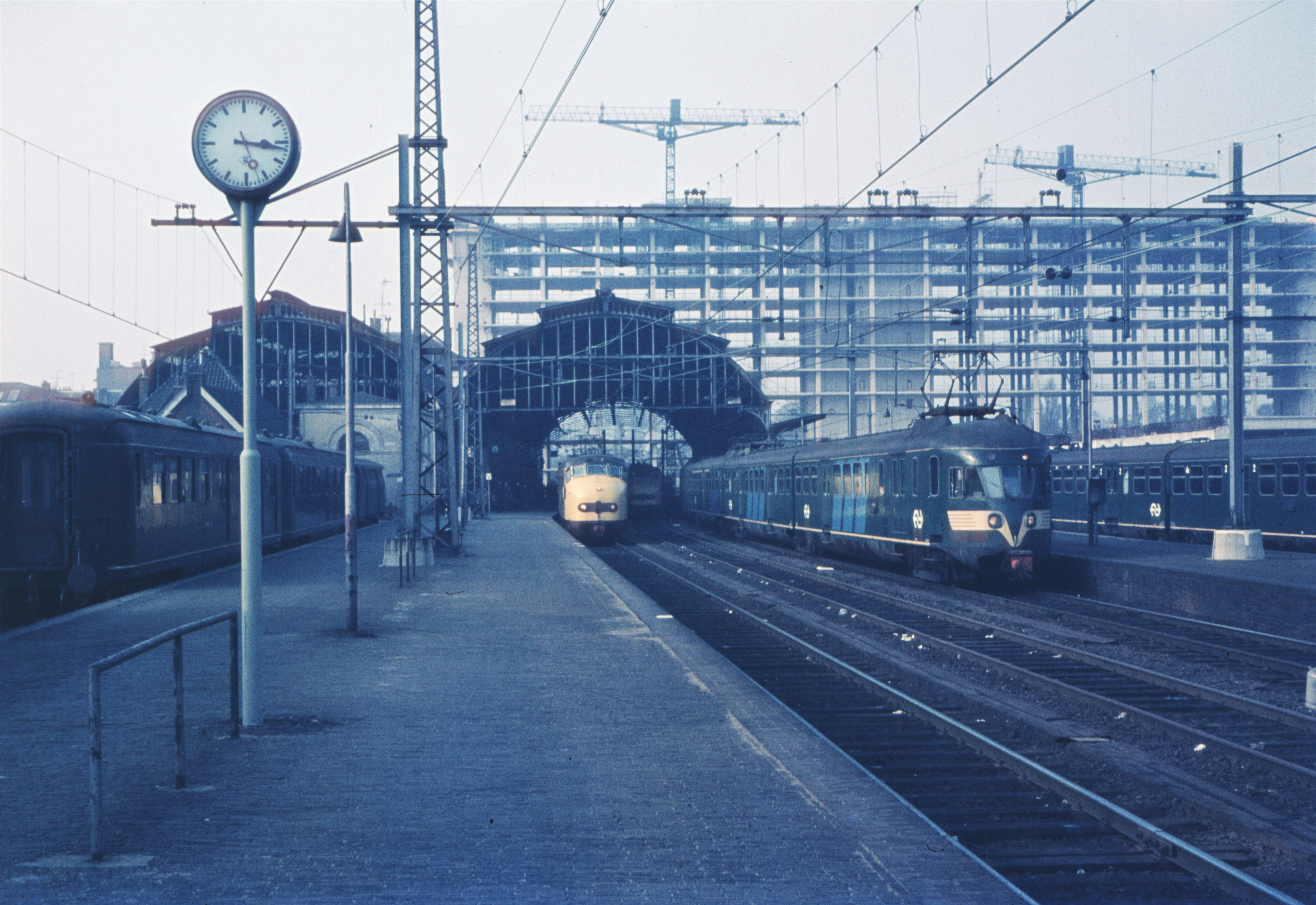
Station Staatsspoor in 1972, met stationskap en perrons. Op de achtergrond is het kantoorgebouw van nieuwe Centraal Station in aanbouw.

Station Den Haag Staatsspoor was een spoorwegstation, gelegen aan de Rijnstraat in Den Haag. Het station werd geopend op 1 mei 1870 en bleef in gebruik tot in 1973, toen het op dezelfde plaats werd vervangen door het veel grotere station Den Haag Centraal.
Het station was het eindpunt van de spoorlijn Utrecht – Gouda – Den Haag, die tot 1890 geëxploiteerd werd door de Nederlandsche Rhijnspoorweg-Maatschappij (NRS). Ter onderscheid van het station Den Haag Hollands Spoor van de concurrerende spoorwegmaatschappij HSM, werd dit station het Rhijnspoorstation genoemd. Vanaf 1890 was het een station van de Staatsspoorwegen (SS), de naam werd toen dan ook veranderd in Den Haag SS.

## Stationsgebouw
Het stationsgebouw was een ontwerp van Aaldert Willem van Erkel. Het complex beschikte vanaf het begin over een koninklijke wachtkamer. Na de sloop van het stationsgebouw werd deze opgeslagen. Sinds 2005 is de wachtkamer te bewonderen in het Nederlands Spoorwegmuseum te Utrecht.
Het station was, hoewel gelegen aan het einde van de spoorlijn, niet gebouwd als kopstation, om de mogelijkheid van een eventuele verlenging van de lijn naar Scheveningen open te houden. Het stationsgebouw bevond zich dan ook aan de zijkant en reizigers kwamen uit het stationsgebouw eerst op het eerste perron. De verlenging werd nooit aangelegd in de vorm van een spoorweg, in plaats daarvan werd er in 1879 een stoomtramlijn aangelegd, en kwam er in 1907 oostelijker een spoorweg naar Scheveningen, die echter het station Staatsspoor niet aandeed.

## Verbinding met Hollands Spoor
Er was aanvankelijk geen spoorverbinding tussen de twee Haagse stations, want de twee bedrijven waren aartsrivalen. Als service voor reizigers Delft – HS – Rhijnspoor – Gouda of Leiden – HS – Rhijnspoor – Gouda reed tussen de twee stations een door paarden getrokken omnibuslijn, die door de NRS betaald werd. Veel reizigers waren er niet. De HIJSM weigerde mee te betalen.
Op 15 juli 1871 werd er toch een spoorverbinding geopend met Den Haag Hollands Spoor. Deze enkelsporige verbindingsboog was de eerste verbinding tussen de spoorwegnetten van de concurrenten NRS en HSM. Dit spoor was aanvankelijk niet bedoeld voor reizigersvervoer, maar werd alleen gebruikt voor goederenvervoer en uitwisseling van materieel. Op 26 mei 1896 werd er een regelmatige reizigersdienst over het verbindingsspoor ingevoerd. Ook toen waren er weinig reizigers, deze dienst werd daarom in 1909 weer opgeheven. In 1873 pleitte de HIJSM al voor één gezamenlijk station, maar dat kwam er nooit.
In 1946 overwoog de NS om van Staatsspoor het hoofdstation te maken. In hetzelfde jaar was er ook een plan om Station HS tot hoofdstation te transformeren, waarbij de treinen uit Utrecht via de Hofpleinlijn Station HS zouden bereiken. Later kwam er een plan voor een nieuw hoofdstation op het punt waar de spoorlijnen kruisten. In de jaren 60 werd er toch voor de Staatsspoor-locatie als hoofdstation gekozen. Op het voorplein zouden aanvankelijk tien tramsporen komen. Bij nader inzien vond men dat echter toch geen veilige situatie, waarna besloten werd om de tramsporen deels over het station heen te leiden. Op 12 augustus 1973 werd de oude verbindingsbaan gesloten. In 1975 startte de aanleg van verbindingsbogen naar Station Laan van Nieuw Oost Indië en naar Station Hollands Spoor. In 1975 konden treinen uit Amsterdam voor het eerst Station Den Haag CS bereiken, en in 1976 kwam de dubbele spoorverbinding voor reizigerstreinen naar Station Hollands Spoor gereed. Daarmee verviel de oude verbindingsboog, die tussen de Zwetstraat en de Eemstraat lag. Ter plaatse is dat nog waarneembaar.

## Tramlijnen
In 1879 was het Haagse Rhijnspoorstation vertrekpunt van de eerste stoomtram in Nederland, de verbinding Den Haag NRS – Scheveningen. In 1924 werd deze lijn geëlektrificeerd door de NZH als onderdeel van de tramlijn naar Leiden. Tot de opheffing in 1961 kwamen de Blauwe Trams van de NZH naast de Bezuidenhoutseweg, dichtbij dit station. In 1887 kwam paardentramlijn C van de Haagse Tramweg Maatschappij (HTM) nabij het station. In 1906 werden de paardentrams vervangen door elektrische trams. Diverse tramlijnen hadden hier hun eindpunt, waaronder 1 (2e), 3/3A, 13 (2e), 15 (1e en 4e), 21, en de enige elektrische stadstramlijn met een letter, lijn A. Tot 1963 had lijn 12 zijn omloopspoor naast station Staatsspoor. Vanaf 1963 tot 1983 was daar een keerdriehoek in een zijstraat. Voor de periode hierna: zie bij Station Den Haag Centraal.

## Centraal Station
Toen in Den Haag een Centraal Station werd gerealiseerd werd hiervoor de locatie van het Staatsspoorstation gekozen vanwege de gunstige ligging nabij het stads- en regeringscentrum.
Het nieuwe station werd wel een echt kopstation, dat werd gebouwd naast het Staatsspoorstation, zodat dit tijdens de bouw gewoon open kon blijven. In 1973 was de bouw van de eerste fase van het nieuwe station zover gevorderd, dat het oude station buiten gebruik kwam en het Centraal Station de functie overnam. Na sloop van het oude station kon de tweede fase van het Centraal Station worden gerealiseerd. Dit station kwam gereed in 1975.

## Trivia
- Op 5 juli 1911 kwam de Franse president Armand Fallières op dit station aan. Hij werd opgehaald door Koningin Wilhelmina en naar Paleis Noordeinde gereden in een open landauer.
- De ijzeren overkapping van het station werd in 1870 geleverd door ijzergieterij en -pletterij van Enthoven, die pal aan het water was gevestigd waar nu de Pletterijkade is in Den Haag. In 1905 verhuisde het bedrijf naar Delft. Dit bedrijf investeerde ook 3.360.000 Gulden in de NRS.[14]
- Het schilderij Knotwilg (1882) van Vincent van Gogh toont een gedeelte van het Rijnspoorstation. Op 10 mei 2012 kocht het Van Gogh Museum deze aquarel aan voor 1,58 miljoen euro.

-3,0: Gouda ·
2,0: Zuidplaspolder ·
6,3: Zevenhuizen-Moerkapelle ·
9,1: Bleiswijk-Kruisweg ·
10,8: Lansingerland-Zoetermeer ·
12,6: Zoetermeer Oost ·
13,7: Zoetermeer ·
19,3: Nootdorp Noord ·
19,7: Den Haag Ypenburg ·
22,2: Voorburg ·
25,1: Den Haag SS ·
25,1: Den Haag Centraal